# Isla de San Juan (Egipto)
La isla de San Juan (también conocida como Zabargad, Zebirget, Topazios) es la más grande de un grupo de islas en la bahía de Foul, en el mar Rojo al sur del país africano de Egipto. Cubre un área de 4,50 km². La isla más cercana es una isla rocosa. La isla esta un poco al norte del Trópico de Cáncer, y su punto más alto está a 235 metros sobre el nivel del mar.
La isla es parte del Parque Nacional de Elba es decir, la isla esta bajo protección legal. Sin embargo, la isla llegó a ser cerrada al público durante todo un año debido a los daños a los corales y la perturbación de las aves que se crían en la isla.